# Municipio de Allende (Nuevo León)
El municipio de Allende es uno de los 51 municipios del estado mexicano de Nuevo León. Su cabecera es la localidad de Allende.

## Geografía
El municipio de Allende colinda al norte con el municipio de Cadereyta Jiménez, al oeste con el municipio de Santiago, y al este y sur con el municipio de Montemorelos.

## Localidades
El municipio de Allende cuenta con 65 localidades.
| Localidad               | Población (2020) |
| ----------------------- | ---------------- |
| Allende                 | 28 843           |
| Cerradas de Buena Vista | 719              |
| Los Sabinos             | 710              |

## Gobierno
| Presidente municipal              | Periodo   | Partido | Partido                              |
| --------------------------------- | --------- | ------- | ------------------------------------ |
| Baudelio E. Salazar Garza         | 1939-1940 |         | Partido de la Revolución Mexicana    |
| Ciro Tamez Lozano                 | 1941-1942 |         | Partido de la Revolución Mexicana    |
| Cruz Rodríguez Cavazos            | 1943-1945 |         | Partido de la Revolución Mexicana    |
| Rogelio Salazar M.                | 1946      |         | Partido de la Revolución Mexicana    |
| Reynaldo Marroquín Garza          | 1946-1947 |         | Partido Revolucionario Institucional |
| Hermenegildo Leal                 | 1948-1951 |         | Partido Revolucionario Institucional |
| José Tamez Leal                   | 1952-1954 |         | Partido Revolucionario Institucional |
| Rogelio Salazar Martínez          | 1955-1957 |         | Partido Revolucionario Institucional |
| Tobías Villalón Cavazos           | 1958-1960 |         | Partido Revolucionario Institucional |
| Rogelio Salazar Cavazos           | 1961-1963 |         | Partido Revolucionario Institucional |
| Ramón Flores Aguirre              | 1694-1966 |         | Partido Revolucionario Institucional |
| Héctor Tamez Rodríguez            | 1967-1969 |         | Partido Revolucionario Institucional |
| David Cardoso Tamez               | 1970-1971 |         | Partido Revolucionario Institucional |
| Rubén G. Cavazos Cardoso          | 1972-1973 |         | Partido Revolucionario Institucional |
| Gerardo H. Leal Silva             | 1974-1976 |         | Partido Revolucionario Institucional |
| Antonio Javier Cavazos Flores     | 1977-1979 |         | Partido Revolucionario Institucional |
| Gilberto Tamez Rodríguez          | 1980-1982 |         | Partido Revolucionario Institucional |
| Jorge Salazar Suárez              | 1983-1985 |         | Partido Revolucionario Institucional |
| Roberto Aguirre Vega              | 1986-1988 |         | Partido Revolucionario Institucional |
| Juventino Fernández González      | 1989-1991 |         | Partido Revolucionario Institucional |
| Juan Alonso García Moya           | 1991      |         | Partido Revolucionario Institucional |
| Jorge Heriberto Salazar Salazar   | 1992-1994 |         | Partido Revolucionario Institucional |
| José Luis Rodríguez Cavazos       | 1995-1997 |         | Partido Revolucionario Institucional |
| Ramiro Tamez Martínez             | 1997-2000 |         | Partido Acción Nacional              |
| Adrián Antonio Cavazos Parra      | 2000-2003 |         | Partido Acción Nacional              |
| Sergio Alejandro Alanís Marroquín | 2003-2006 |         | Partido Acción Nacional              |
| Luis Gerardo Marroquín Salazar    | 2006-2009 |         | Partido Revolucionario Institucional |
| Jorge Alberto Salazar Salazar     | 2009-2012 |         | Partido Revolucionario Institucional |
| Jaime Salazar Marroquín           | 2012-2015 |         | Partido Revolucionario Institucional |
| Silverio Manuel Flores Leal       | 2015-2018 |         | Partido Acción Nacional              |
| Eva Patricia Salazar Marroquín    | 2018-2021 |         | Partido Revolucionario Institucional |
| Eva Patricia Salazar Marroquín    | 2021-2024 |         | Partido Revolucionario Institucional |
| Eduardo Leal Buenfil              | 2024-     |         | Partido Acción Nacional              |